# یادبود آبشار برای قربانیان سرکوب شوروی
یادبود آبشار برای قربانیان سرکوب شوروی (انگلیسی: Cascade Memorial to the Victims of Soviet Repression) یا به اختصار «یادبود آبشار»، بنای یادبودی در ایروان، ارمنستان است که بنای خارق‌العاده به یاد قربانیان قتل‌ها، تبعیدها و سرکوب‌های دوران شوروی اختصاص دارد که این بنا در بالای آبشار ایروان، در کنار ابلیسکی که یادبود ۵۰ سال ارمنستان شوروی است، قرار دارد. بر اساس تحقیقات فعلی، یادبود کاسکاد توسط جیم توروسیان، معمار اصلی ایروان بین سال‌های ۱۹۷۱ تا ۱۹۸۱ طراحی شد و در اواخر دهه ۱۹۸۰ ساخته شد که در نهایت در سال ۲۰۰۸ تکمیل شد.
در داخل سازه بتنی بزرگ، یک تخته یادبود وجود دارد که دارای کتیبه «به همه جان‌هایت در آتش» است، از شعر «توده‌های دیوانه» که شاعر و نویسنده آن یقیشه چارنتس خودش قربانی سرکوب‌ها در سال ۱۹۳۷ شد. پدر جیم توروسیان، پتیک توروسیان، نیز در دهه ۱۹۳۰ دستگیر و اعدام شد. در دهه‌های ۱۹۳۰ و ۱۹۴۰ هزاران ارمنی تبعید و اعدام شدند.
در ۱۴ ژوئن ۲۰۲۲، تعداد انگشت شماری از فعالان در این یادبود آبشار جمع شدند تا در یک رویداد متحرک ادای احترام کنند. همان‌طور که آن رویداد مناسب بود، دسترسی محدودی داشت. کمتر از ۳۰ نفر در آن شرکت کردند و نشان می‌دهد که تاریخ سرکوب شوروی تا چه حد در مشارکت عمومی به حاشیه رفته است. شرکت کنندگان اسامی برخی از قربانیان را با رویکرد یادبودی توسط سازمان مشهور حقوق بشر روسیه، جامعه یادبود، قرائت کردند. انجمن یادبود این «بازگشت نام‌ها» را در سال ۲۰۰۷ راه اندازی کرد که شامل خواندن اسامی افرادی بود که به ناحق تحت پیگرد قانونی اتحاد جماهیر شوروی قرار گرفتند. این رویکرد به عنوان یک آیین، فردیت افراد را در مواجهه با حذف تمامیت‌خواهانه مجدداً تأیید می‌کند. اخلاق بزرگداشت سیاسی می‌تواند به مفهوم سازی مجدد این رویکرد در بزرگداشت کمک کند. با تمرکز بر یادبود آبشار و روز یادبود ۱۴ ژوئن، ارامنه، به رهبری و حمایت فعالان یادبود، می‌توانند این مکان برجسته را زنده تر کنند. پیوند دادن بازدیدها به تجربه بخشی از زنجیره بزرگتر برانگیختن نام قربانیان، استراتژی دیگری است.
از سال ۲۰۲۳، وضعیت رسمی یادبود آبشار همچنان نامشخص است و هیچ نهادی مسئولیت یا مالکیت آن را بر عهده نگرفته است. در حال حاضر گروهی از فعالان متولی اصلی این امر هستند. یادبود آبشار دارای یک مراسم یادبود کوچک است که در ۱۴ ژوئن، روز رسمی یادبود قربانیان سرکوب شوروی برگزار می‌شود. اگرچه سال‌ها به روی بازدیدکنندگان بسته بود، اما اخیراً بازگشایی شده است (در ۲۱ ژوئیه ۲۰۲۴ تأیید شد) و ارزش بازدید را دارد. پیشنهادهایی برای ایجاد سیستم‌های دسترسی وجود دارد که بازدیدکنندگان را ملزم می‌کند تا نام قربانی‌ها را بخوانند تا در مراسم بزرگداشت شرکت کنند.
تا آگوست ۲۰۲۳، یادبود آبشار فاقد توضیحات در گوگل مپ و سایر راهنمایان گردشگری بود. تحقیقات نشان می‌دهد که این بنا، علی‌رغم وسعت و موقعیت برجسته، برای ساکنان ایروان به سختی شناخته شده است. این بنای تاریخی در سال ۲۰۰۸ توسط رئیس‌جمهور وقت ارمنستان افتتاح شد، اما از آن زمان تاکنون بازدیدهای رسمی کمی داشته است. در پایان، ممکن است زمان آن فرا رسیده باشد که بر پایه‌های موجود بنا نهاده و مستقیم‌تر با گذشته ارتباط برقرار کنیم تا راهی به سوی آینده‌ای بادوام‌تر و فراگیرتر را ترسیم کنیم.